# Улица Колмогорова (Москва)
У́лица Колмого́рова (название с 15 декабря 2015 года, ранее на схемах на официальном сайте МГУ улица обозначалась как «Хозя́йственный прое́зд») — улица в Западном административном округе города Москвы на территории района Раменки.

## История
Улица получила своё название 15 декабря 2015 года в память о русском советском математике, одном из крупнейших математиков XX века А. Н. Колмогорове (1903—1987).

## Расположение

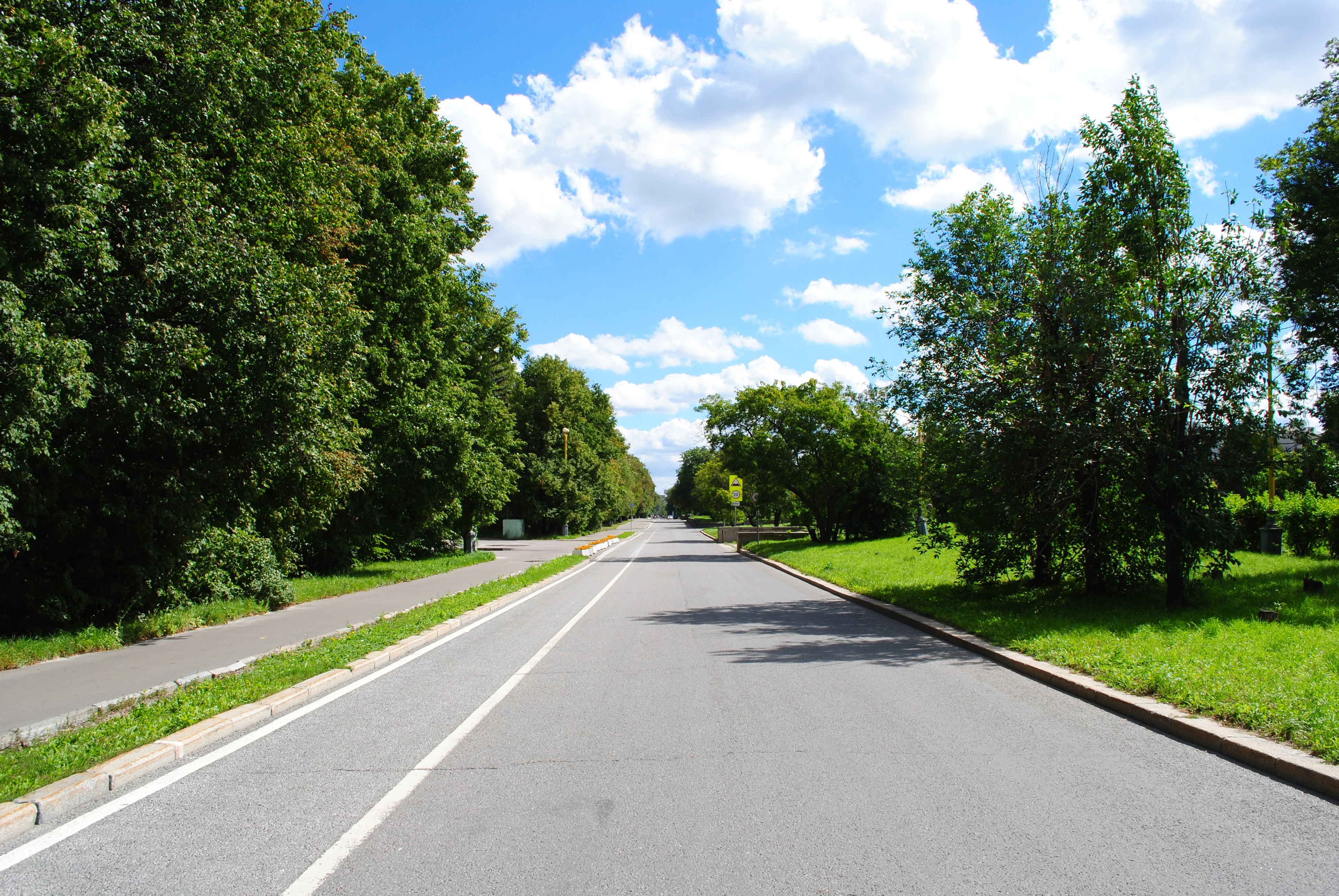
Улица Колмогорова (вид от Менделеевской улицы в сторону улицы Лебедева)

Улица Колмогорова проходит по территории МГУ им. М. В. Ломоносова (микрорайон Ленинские горы) от улицы Лебедева на северо-запад параллельно Ломоносовскому проспекту до проспекта Вернадского. По улице Колмогорова не числится домовладений.

## Примечательные здания и сооружения

Памятник движению студенческих отрядов (вид со стороны улицы Лебедева)

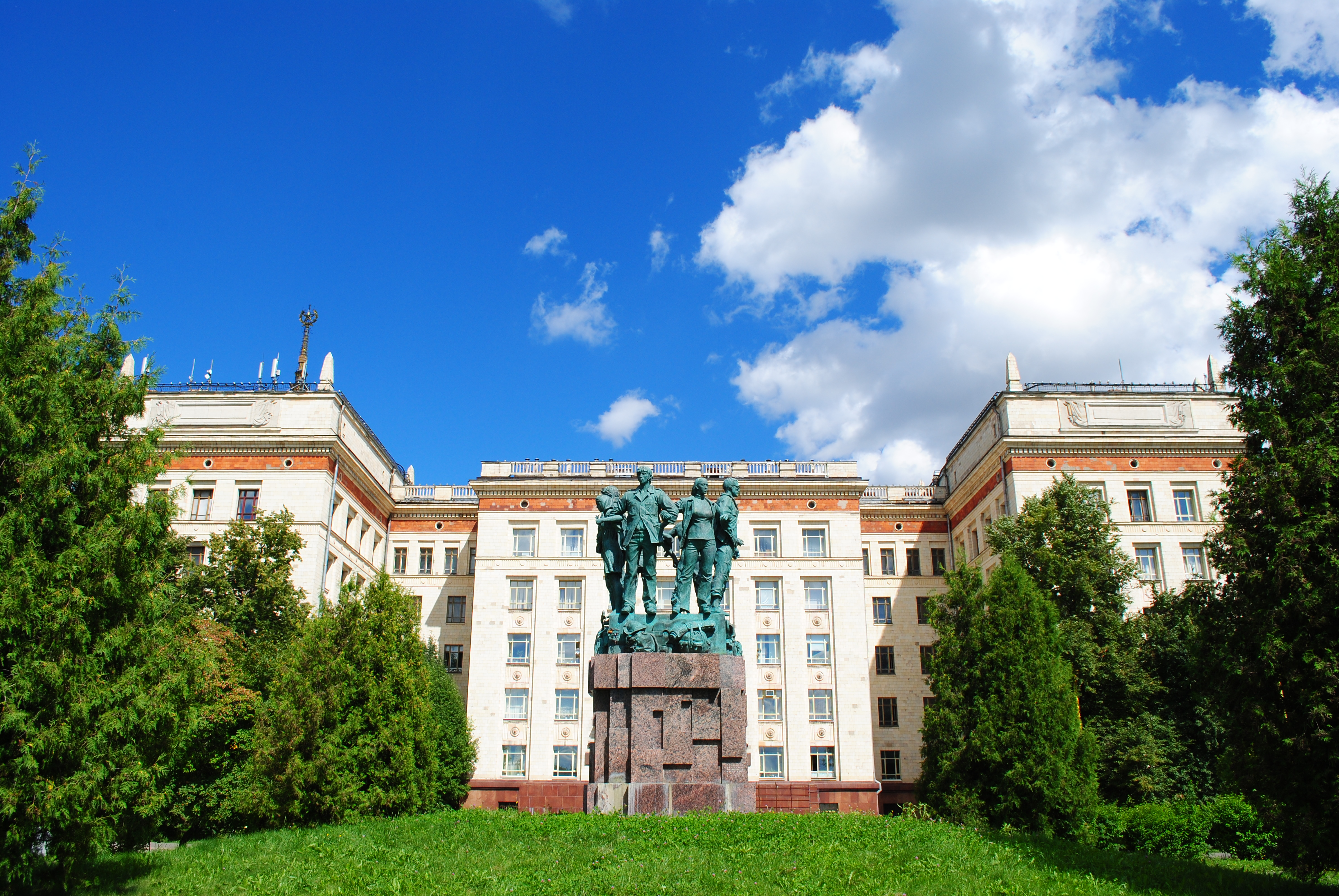
Памятник движению студенческих отрядов на фоне Физического факультета МГУ им. М. В. Ломоносова (вид со стороны Ломоносовского проспекта)

- Памятник движению студенческих отрядов — между улицами  Колмогорова и Лебедева и Ломоносовским проспектом, напротив Физического факультета МГУ им. М. В. Ломоносова.
- Физический факультет МГУ им. М. В. Ломоносова — между улицами Академика Хохлова, Колмогорова и Лебедева.
- Химический факультет МГУ им. М. В. Ломоносова — между улицами Академика Хохлова и Колмогорова и Менделеевской улицей.

## Транспорт

### Автобус
По улице Колмогорова маршруты наземного общественного транспорта не проходят. У юго-восточного конца улицы расположены остановки «Улица Лебедева» автобусов 1, 67, 103, 111, 113, 130, 187, 260, 447, 464, 470, 487, 572, 661, 845, т4, т34, т34к, т49 (на Ломоносовском проспекте), автобусов 1, 111, 113, 119, 464, 572, 661, 715 (на улице Лебедева), у северо-западного — остановки «Менделеевская улица» автобусов 1, 57, 67, 103, 113, 130, 187, 260, 325, 447, 464, 470, 487, 572, 661, 715, 845, т34, т34к, т49 (на Ломоносовском проспекте), автобусов 57, 111, 572, 661, 715 (на Менделеевской улице).

### Метро
- Станция метро «Ломоносовский проспект» Солнцевской линии — расположена северо-западнее улицы, на площади Индиры Ганди на пересечении Ломоносовского и Мичуринского проспектов.
- Станция метро «Университет» Сокольнической линии — расположена юго-восточнее улицы, на площади Джавахарлала Неру на пересечении проспекта Вернадского и Ломоносовского проспекта.